# Juan Javier Salazar
Juan Javier Salazar (Lima, 1955 - Lima, 1 de noviembre de 2016) fue un artista peruano miembro de los colectivos E. P. S. Huayco (1979-1981) y Paréntesis (1979) y muy activo en la producción de arte contemporáneo durante las últimas décadas del siglo XX y las primeras del XXI.
Estudió pintura en la Sociedad de Bellas Artes de Lisboa y en la Escuela de Bellas Artes del Perú y arquitectura en la Universidad Ricardo Palma.
Hijo de Elvira Pereira Veintimilla y Javier Salazar, hermano de Elvira Salazar Pereira y Álvaro Salazar Pereira

## Trayectoria artística

### Paréntesis y E.P.S. Huayco
Juan Javier Salazar formó parte activa de dos de los colectivos más influyentes de arte contemporáneo durante la década de 1980: Paréntesis en 1979 y luego, junto a Francisco Mariotti, María Luy, Charo Noriega, Mariella Zevallos, Herbert Rodríguez y Armando Williams, E. P. S. Huayco que estuvo activo hasta 1981.
Una de las intervenciones urbanas más importantes producidas en esta época es la Sarita Colonia, una imagen de la santa popular de proporciones monumentales colocada en la ladera de un cerro a las afueras de la ciudad. En palabras del artista: "el trabajo de Sarita Colonia, por ejemplo, hace una fusión entre el marxismo-leninismo de moda en Latinoamérica en esa época y las prácticas de brujería popular. Poniéndolo en términos crudos, claro; en términos del contenido real lo que queríamos lograr una obra que hiciera milagros."

### Participación en la Bienal de Venezia
Una exposición póstuma curada por Rodrigo Quijano ("Perú, país del mañana") fue seleccionada para presentarse en el Pabellón Peruano durante la 57 Bienal de Venezia en el 2017 y tuvo como comisario a Armando Andrade de Lucio. Fue promovida por el Patronato Cultural del Perú, como parte de su cartera de proyectos.

## Obras en colecciones de acceso público

### Museo de Arte de Lima
Algo va' pasar. Serie Arte al Paso, 1980 Archivado el 4 de noviembre de 2016 en Wayback Machine., serigrafía sobre papel
Gestalt para el miserable de Sherwin Archivado el 4 de noviembre de 2016 en Wayback Machine., 1981, serigrafía sobre papel
Ace tlick Archivado el 4 de noviembre de 2016 en Wayback Machine., 1981-1985, serigrafía sobre cartón
Funda del monumento Pizarro con motivo de muro inca Archivado el 4 de noviembre de 2016 en Wayback Machine., 2001, impresión sobre tela
Pizarro Archivado el 4 de noviembre de 2016 en Wayback Machine., 2001, video
Perú Express Archivado el 4 de noviembre de 2016 en Wayback Machine., 2002, video
Nunca llueve en Chancay Archivado el 4 de noviembre de 2016 en Wayback Machine., 2003, cerámica pintada
El último cuartucho Archivado el 4 de noviembre de 2016 en Wayback Machine., 2005, acrílico sobre esteras y soporte de metal
Perú, país del mañana Archivado el 4 de noviembre de 2016 en Wayback Machine., 2005, serigrafía sobre tela
Botella de doble pico Archivado el 4 de noviembre de 2016 en Wayback Machine., 2005, cerámica moldeada y pintada
Predi-car en el desierto Archivado el 4 de noviembre de 2016 en Wayback Machine., 2005, estructura en madera y metal
50 grandes no éxitos Archivado el 4 de noviembre de 2016 en Wayback Machine., 2008, acrílico sobre madera
Oscar, 2008, acrílico sobre madera y tinta sobre papel
Lembrança dos bandeirantes peruanos Archivado el 4 de noviembre de 2016 en Wayback Machine., 2011, cerámica vidriada
El último cuartucho, 2011, acrílico sobre esteras y soporte de metal

### Museo de Arte de San Marcos, Lima
Varias piezas en cerámica, ca. 2000-2016

### Colección Micromuseo ("al fondo hay sitio"), Lima
Varias obras, entre ellas la primera versión de Perú país del mañana, una pintura de dimensiones monumentales hecha con acrílico sobre madera contrachapada. Suele estar en exhibición en el Museo de Arte Contemporáneo de Lima.